# 알파입자 산란실험

알파입자 산란실험

알파입자 산란실험은 어니스트 러더퍼드가 원자핵을 발견한 실험이다.
매우 얇게 핀 금박을 중심에 두고 그 주위를 형광이 칠해져 있는 판으로 둘러싸고, 그 금박에 알파 입자를 쏜다. 
(알파 입자는 알파 붕괴라고 하는 방사능 붕괴에서 나오는 입자로 본질적으로 헬륨의 원자핵과 같다).
그러면 알파 입자가 금박에 맞는데 거의 대부분은 그냥 지나가지만 극히 일부가 튕겨져 나온다. 이 실험으로 러더퍼드는 원자의 중심에 (+)전하를 띤 매우 무거운 물체가 자리잡고 있다고 증명한다. 물체가 (+)전하를 띠는 이유는 쏘아보낸 헬륨이 (+)전하를 띠기 때문이다. 만약 (−)전하였다면 그대로 흡수되었을 것이다.

## 개요
뉴질랜드 출신인 영국의 물리학자 러더퍼드는 α입자(방사능에 의하여 생기는 헬륨 원자핵)를 사용하여 실험적으로 원자의 구조를 결정해 보려고 하였다. 그 실험은 α입자를 얇은 금박 등에 쏘아서 산란되는 상태를 조사하는 것이었다. 만약 톰슨의 건포도 푸딩 모형이 맞았다면 α입자는 전자보다 무겁기 때문에 방향을 살짝 바꿀뿐 대부분 금박을 통과할것이다. 하지만 러더퍼드와 공동 연구자들은 실험 결과 α입자 중 일부가 어떤 물체에 튕겨 나온다는 것을 발견하였다. 그 결과를 바탕으로 러더퍼드는 원자 가운데에 원자의 질량 대부분을 차지하는 원자핵이 있고 양성자와 중성자로 이루어져 있다는 것을 증명하였다. 러더퍼드와 공동 연구자 가이거와 마즈든은 대부분의 α입자는 2-3˚의 각도로 산란되지만 약 8,000개 중의 1개 정도는 90－180˚가까이까지 산란된다는 것을 발견하였다. 이와 같은 실험 결과는 원자 속에서 원자핵이라는 원자의 질량 대부분을 차지하는 양전하 부분이 반지름 10－15 pm 정도의 작은 부피에 집중되어 있고, 그 둘레를 태양과 혹성의 관계처럼 전자가 돌고 있다고 하는 모형으로밖에 설명할 수 없다.  이것을 러더퍼드의 원자 모형이라고 한다. 1911년경 러더퍼드에 의해 원자의 구조가 처음으로 밝혀짐으로써 톰슨 모형은 정확하지 않다는 것이 증명되었다.

## 같이 보기
- 러더퍼드 산란